# Aeroportul Njombe
Aeroportul Njombe (IATA: JOM, ICAO: HTNJ) este un aeroport din Tanzania. Aeroportul a fost tranzitat în octombrie 2017 de 20 de pasageri.
aeroportul dispune de o singură pistă.